# L'Église-aux-Bois
L'Église-aux-Bois är en kommun i departementet Corrèze i regionen Nouvelle-Aquitaine i de centrala delarna av Frankrike. Kommunen ligger  i kantonen Treignac som tillhör arrondissementet Tulle. År 2022 hade L'Église-aux-Bois 51 invånare.

## Befolkningsutveckling
Antalet invånare i kommunen L'Église-aux-Bois
Referens:INSEE